# Ann Matlock
Judith Ann Matlock (1938) è un'ex cestista e allenatrice di pallacanestro statunitense.

## Carriera
Con gli Stati Uniti disputò i Campionati mondiali del 1967 e vinse la medaglia d'argento con gli Stati Uniti ai Giochi panamericani di Winnipeg 1967.
Dal 1977 al 1983 guidò la Colorado State University.